# Västra sjötullen

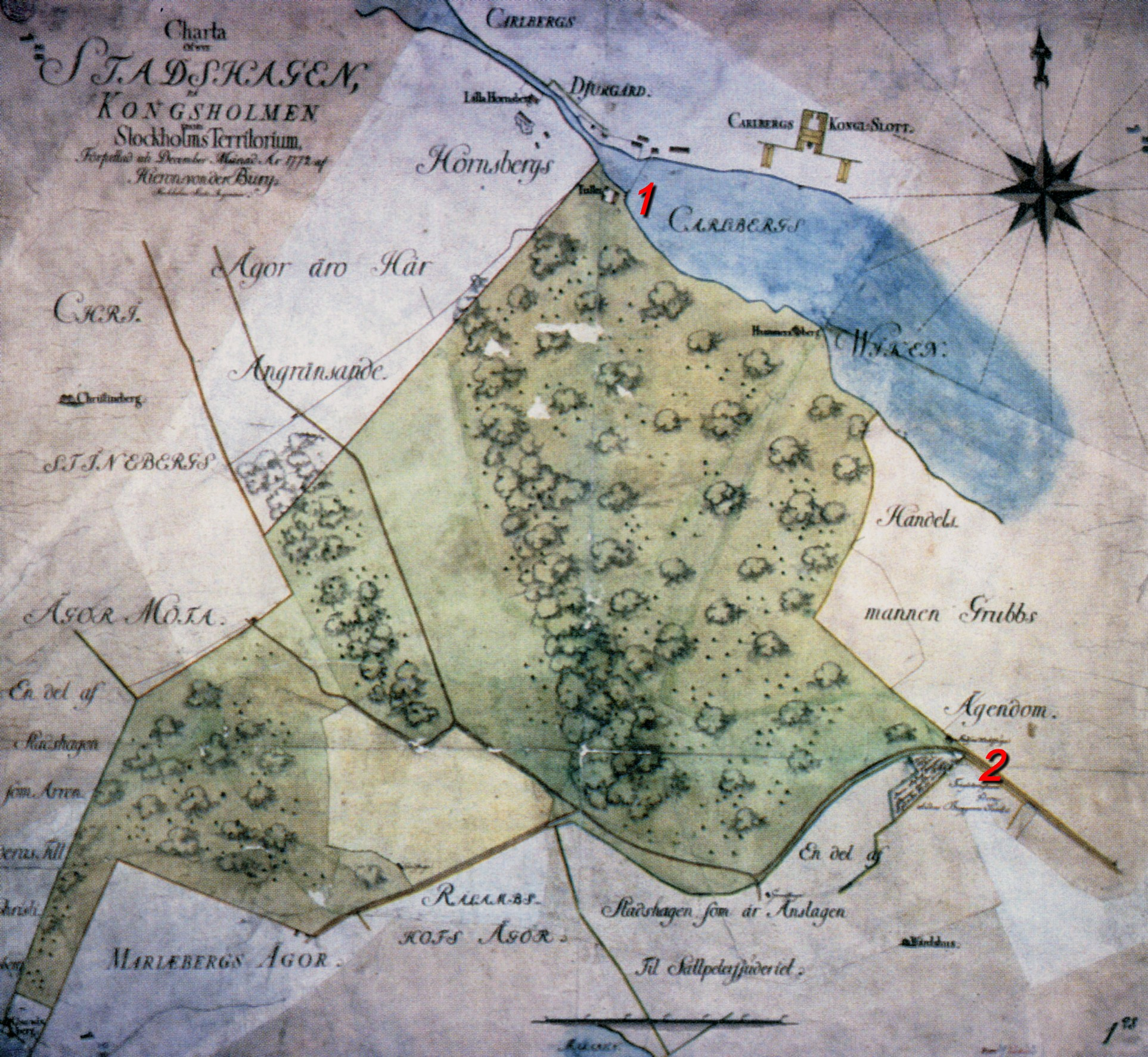
Stadshagen 1772, nr. 1 avser Västra sjötullen, nr. 2 avser Kungsholmstullen.

Västra sjötullen, även Karlbergs tull, var en tullstation vid Stadshagen på Kungsholmen i Stockholm. Tullen låg ungefär vid dagens Mariedal.
Västra sjötullen var en sjötull som anlades för att övervaka sjötrafiken från Ulvsundasjön. På 1600-talet låg sjötullen vid Karlbergssjöns södra sida ungefär på platsen för Mariedal. År 1805 flyttades tullen till andra sidan vattnet vid Rörstrand. På Kungsholmen fanns samtidigt ytterligare en tull, det var Kungsholmstull som låg vid dagens korsning mellan S:t Eriksgatan och Fleminggatan.